# Eupithecia extraversaria
Eupithecia extraversaria là một loài bướm đêm trong họ Geometridae.